# HMS E14
HMS E14 – brytyjski okręt podwodny typu E zbudowany w latach 1912–1914 w stoczni Vickers w Barrow-in-Furness, gdzie został wodowany 7 lipca 1914 roku. Służbę w Royal Navy rozpoczął 1 grudnia 1914 roku. Pierwszym dowódcą był Lt. Edward Courtney Boyle, drugim – Geoffrey Saxton White; obydwaj dowódcy E14 zostali odznaczeni Krzyżem Wiktorii.

## Historia
W 1915 został skierowany do działań wojennych na Morzu Marmara, aby uczestniczyć w operacjach w Cieśninie Dardanelskiej. Był drugim, po HMAS AE2, brytyjskim okrętem podwodnym, któremu udało się przedostać przez zapory z pól minowych i dostać na Morze Marmara. Jego misja trwała od 27 kwietnia do 18 maja 1915 roku. W czasie misji E14 zatopił turecką kanonierkę „Nurel Bahr”, uszkodził stawiacz min „Perik I Shevket”, ostatnią torpedą zatopił turecki statek transportowy z 6000 żołnierzami oraz bateriami artylerii. Za osiągnięcia w tym rejsie Edward Boyle otrzymał Krzyż Wiktorii; następnie jeszcze dwukrotnie przedzierał się na Morze Marmara na pokładzie E14.
W 1916 roku okręt należał do Flotylli Śródziemnomorskich Okrętów Podwodnych (Med Submarine Flotilla) stacjonujących na Malcie.
W czasie bitwy koło Imroz okręt flagowy Imperium Tureckiego „Yavuz Sultan Selim” wpłynął na miny i został uszkodzony, w czasie wycofywania się i odwrotu ma Morze Czarne, „Yavuz Sultan Selim” osiadł na mieliźnie. Brytyjczycy podejmowali kilka prób jego zatopienia. Między innymi zorganizowano naloty bombowe, w wyniku których okręt został dwukrotnie trafiony. W kolejnej próbie, do storpedowania „Yavuz Sultana Selima” został wysłany operujący w tym rejonie E14. Po dotarciu na miejsce załoga E14 nie znalazła tureckiego drednota, natomiast w czasie drogi powrotnej, 28 stycznia 1918 roku, zauważyła transportowiec. W momencie przeprowadzania ataku jedna z torped wybuchła przedwcześnie uszkadzając okręt. Dowódca, lt.cmd. Geoffrey Saxton White nakazał awaryjne wynurzenie. Po wyjściu na powierzchnię E14 znalazł się pod ostrzałem tureckiej artylerii nadbrzeżnej w okolicach Kum Kale i wkrótce zatonął. Większość załogi, w tym Geoffrey White, zginęła, próbując dopłynąć do brzegu. Tylko dziewięciu członków załogi ocalało i dostało się do niewoli tureckiej.

### Wrak
W czerwcu 2012 roku, po trzech latach poszukiwań, tureccy inżynier Selçuk Kolay oraz nurek Savas Karakas, odkryli wrak okrętu. Samo uzyskanie zezwoleń na poszukiwania w obrębie obszaru zajmowanego przez marynarkę turecką zajęło dwa lata. E14 leży na głębokości około 20 m, około 250 metrów od brzegu, na stromym podmorskim zboczu, nachylonym pod kątem prawie 45 stopni, w większości zasypany piaskiem. Władze brytyjskie podjęły starania o zaliczenie wraku do grobów wojennych.